# Yoshizumi Ishino
Yoshizumi Ishino (石野 良純, Ishino Yoshizumi) es un biólogo molecular japonés, más conocido por descubrir el CRISPR en 1987.

## Biografía
Ishino recibió su grado Bs, Ms y PhD en 1981, 1983 y 1986, respectivamente, de la Universidad de Osaka. De 1987 a 1989,  obtiene una beca postdoctoral en la Universidad de Yale (en el laboratorio de Dieter Söll).
En 2002,  se convirtió en un profesor en la Universidad de Kyushu. Desde octubre del 2013, es también un miembro del Instituto de Astrobiología de la NASA, de la Universidad de Illinois en Urbana–Champaign.

## Honores y premios
- 2013 Premio Poster de (La Sociedad japonesa de Extremophiles)
- 2017 Premio AMED, (Agencia Japonesa para la Investigación y el Desarrollo Médico)
- 2018 Premio JSBBA, (Sociedad Japonesa de Biociencia, Biotecnología y Agroquímica)